# Jerry Coyne
Jerry Allen Coyne (30 de dezembro de 1949) é um professor estadunidense de biologia, conhecido por seu trabalho no campo da especiação, bem como por seus comentários criticando a hipótese pseudocientífica do design inteligente. Um autor e cientista prolífico, Coyne publicou dezenas de artigos elucidando a teoria da evolução. Ele é atualmente professor emérito da Universidade de Chicago no Departamento de Ecologia e Evolução. Suas pesquisas se concentram nos campos da especiação, genética ecológica e síntese evolutiva moderna - especialmente no que tange à mosca-da-fruta, Drosophila. Ele é autor do livro texto Speciation e do best-seller de não ficção Why Evolution Is True.  Coyne mantém um website também chamado Why Evolution Is True. Eles se identifica como um determinista do tipo incompatibilista.
Coyne é um crítico do criacionismo, da evolução teísta e do design inteligente,que ele chama de "a última encarnação pseudocientífica do criacionismo religioso habilmente trabalhada por um novo grupo de entusiastas para contornar as restrições legais recentes", em referência à separação entre a Igreja e Estado, consagrada na Constituição dos Estados Unidos, que barra o ensino de hipóteses criacionistas como ciência nas escolas do país.
Em uma crítica à teoria criacionista do design inteligente em 1996, Coyne escreveu seu primeiro grande artigo na revista New Republic, uma resenha sobre o livro Of Pandas and People, que iniciou uma longa história de escritos sobre a evolução e criacionismo.

## As provas da evolução
Coyne lista as seguintes provas da evolução, detalhando-as em seu livro Por que a evolução é uma verdade.
- Registro fóssil
- Embriologia
- Biologia molecular
- Presença de estruturas vestigiais
- Biogeografia
- Similaridades nas sequências entre as espécies que também são observadas em mudanças dependentes do tempo no DNA não-codificante

## Publicações

### Artigos científicos notáveis
As publicações revisadas por pares de Coyne incluem numerosos artigos nas revistas Nature e Science além de publicações mais recentes em outras revistas.

### Livros
- Coyne, Jerry A.; H. Allen Orr (2004). Speciation. Sinauer Associates Inc., Sunderland, Mass. ISBN 0-87893-089-2
- Coyne, Jerry A. (2009). Why Evolution is True. Viking, New York (USA); Oxford University Press, Oxford (UK). ISBN 0-19-923084-6
- Coyne, Jerry A. (2015). Faith vs. Fact. Viking (USA); Penguin (UK). ISBN 978-0670026531

### The New Republic
- "The faith that dares not speak its name: The Case Against Intelligent Design.", The New Republic
- "Ann Coulter and Charles Darwin. Coultergeist.", The New Republic
- "Seeing and Believing: The never-ending attempt to reconcile science and religion, and why it is doomed to fail.", The New Republic
- The Great Mutator", The New Republic (Resenha do livro de Michael Behe, The Edge of Evolution)